# Apostolisch vicariaat Puerto Princesa
Het apostolisch vicariaat Puerto Princesa (Latijn: Vicariatus Apostolicus Portus Principis in Philippinis) is een rooms-katholiek apostolisch vicariaat met als zetel Puerto Princesa, op de Filipijnen. Het apostolisch vicariaat is vrijgesteld en valt als immediatum direct onder de Heilige Stoel, zonder te behoren tot een kerkprovincie. 

## Geschiedenis
Het apostolisch vicariaat werd opgericht op 10 april 2010, als de apostolische prefectuur Palawan, uit delen van het bisdom Jaro o Santa Elisabetta. Op 3 juli 1955 werd het verheven tot apostolisch vicariaat. Op 13 mei 2002 veranderde het van naam naar apostolisch vicariaat Puerto Princesa en verloor het gebied bij de oprichting van het apostolisch vicariaat Taytay. 

## Parochies
Het apostolisch vicariaat had in 2022 een oppervlakte van 8.552 km2 en telde 826.695 inwoners waarvan 64,1% rooms-katholiek was.

## Ordinarii

### Prefecten
- Victoriano Román Zárate (21 april 1911 - 1936)
- Leandro Nieto y Bolandier (25 november 1938 - 1942)

### Apostolisch vicarissen
- Gregorio Espiga e Infante (apostolisch prefect: 8 juli 1954, apostolisch vicaris: 3 juli 1955 - 18 december 1987)
- Francisco Capiral San Diego (18 december 1987 - 12 juli 1995; coadjutor sinds 6 juni 1983)
- Pedro Dulay Arigo (23 februari 1996 - 28 oktober 2016)
- Socrates Calamba Mesiona (28 oktober 2016 - heden)

## Galerij van afbeeldingen

Wapen van het apostolisch vicariaat